# 유정지
유정지(有頂地)는 3계를 9지로 나눈 3계9지(三界九地) 즉 '유'(有)에서 '가장 높은'[頂] 지(地)를 말한다. 즉, 무색계의 비상비비상처천을 3계9지의 관점에서 말할 때 유정지라고 한다.
'유정'(有頂)에는 다음의 두 가지 뜻이 있는데 유정지라고 할 때는 두 번째 뜻이 적용된다. 한편, 유정천(有頂天)이라고 할 때는 문맥에 따라 첫 번째 뜻이 될 수도 있고 두 번째 뜻이 될 수도 있다.
- 유형(有形) 세계의 최정상(最頂上) 즉 꼭대기라는 뜻으로, 색계의 제4선천을 뜻한다.
- 3유(三有) 즉 3계(三界)의 절정(絕頂) 즉 꼭대기라는 뜻으로, 무색계의 제4천인 비상비비상천을 뜻한다.

유정지(有頂地)는 다음의 분류 또는 체계에 속한다.
- 욕계 · 색계 · 무색계의 3계 중 무색계에 속한다.
- ① 욕계오취지 ② 이생희락지 ③ 정생희락지 ④ 이희묘락지 ⑤ 사념청정지 ⑥ 공무변처지 ⑦ 식무변처지 ⑧ 무소유처지 ⑨ 비상비비상처지의 9지(九地) 중 제9지인 비상비비상처지에 해당한다.

## 표: 3계9지와 유정지
| 9지(九地)                                           | 삼계三界 · 6도六道                     | 삼계三界 · 6도六道                     | 삼계三界 · 6도六道                      |
|                                                     | 구사론 제8권                           | 천태사교의                             | 장아함경 제20권                         |
|                                                     | (5취 · 6욕천 · 색계 17천 · 무색계 4천) | (6도 · 6욕천 · 색계 18천 · 무색계 4천) | (6도 · 7욕천 · 색계 22천 · 무색계 4천)  |
| ① 욕계오취지 (欲界五趣地) = 오취잡거지 (五趣雜居地) | 욕계(欲界) - 5취                       | 욕계(欲界) - 6도                       | 욕계(欲界) - 욕계 12종(欲界十二種)      |
| ① 욕계오취지 (欲界五趣地) = 오취잡거지 (五趣雜居地) | (1) 지옥취(地獄趣)                     | (1) 지옥도(地獄道)                     | (1) 지옥(地獄)                          |
| ① 욕계오취지 (欲界五趣地) = 오취잡거지 (五趣雜居地) | (2) 아귀취(餓鬼趣)                     | (2) 축생도(畜生道)                     | (2) 축생(畜生)                          |
| ① 욕계오취지 (欲界五趣地) = 오취잡거지 (五趣雜居地) | (3) 방생취(傍生趣)                     | (3) 아귀도(餓鬼道)                     | (3) 아귀(餓鬼)                          |
| ① 욕계오취지 (欲界五趣地) = 오취잡거지 (五趣雜居地) |                                        | (4) 아수라도(阿修羅道)                 | (4) 인(人)                              |
| ① 욕계오취지 (欲界五趣地) = 오취잡거지 (五趣雜居地) | (4) 인취(人趣) - 4대주(四大洲)         | (5) 인도(人道) - 4대주(四大洲)         | (5) 아수륜(阿須倫)                      |
| ① 욕계오취지 (欲界五趣地) = 오취잡거지 (五趣雜居地) | (5) 천취(天趣) - 6욕천(六欲天)         | (6) 천도(天道) - 6욕천(六欲天)         | (6) 4천왕(四天王)                       |
| ① 욕계오취지 (欲界五趣地) = 오취잡거지 (五趣雜居地) | (1) 4대왕중천(四大王衆天)              | (1) 4천왕천(四天王天)                  | (7) 도리천(忉利天)                      |
| ① 욕계오취지 (欲界五趣地) = 오취잡거지 (五趣雜居地) | (2) 33천(三十三天)                     | (2) 도리천(忉利天)                     | (8) 염마천(焰摩天)                      |
| ① 욕계오취지 (欲界五趣地) = 오취잡거지 (五趣雜居地) | (3) 야마천(夜摩天)                     | (3) 야마천(夜摩天)                     | (9) 도솔천(兜率天)                      |
| ① 욕계오취지 (欲界五趣地) = 오취잡거지 (五趣雜居地) | (4) 도사다천(都史多天)                 | (4) 도솔천(兜率天)                     | (10) 화자재천(化自在天)                 |
| ① 욕계오취지 (欲界五趣地) = 오취잡거지 (五趣雜居地) | (5) 낙변화천(樂變化天)                 | (5) 화락천(化樂天)                     | (11) 타화자재천(他化自在天)             |
| ① 욕계오취지 (欲界五趣地) = 오취잡거지 (五趣雜居地) | (6) 타화자재천(他化自在天)             | (6) 타화자재천(他化自在天)             | (12) 마천(魔天)                         |
|                                                     | 색계 17천(色界十七天) - 천취(天趣)     | 색계 18천(色界十八天) - 천도(天道)     | 색계(色界) - 색계 22종(色界二十二種)    |
| ② 이생희락지 (離生喜樂地)                           | 제1정려처(第一靜慮處)                  | 초선3천(初禪三天)                      | (1) 범신천(梵身天)                      |
| ② 이생희락지 (離生喜樂地)                           | (1) 범중천(梵衆天)                     | (1) 범중천(梵衆天)                     | (2) 범보천(梵輔天)                      |
| ② 이생희락지 (離生喜樂地)                           | (2) 범보천(梵輔天)                     | (2) 범보천(梵輔天)                     | (3) 범중천(梵衆天)                      |
| ② 이생희락지 (離生喜樂地)                           | (3) 대범천(大梵天)                     | (3) 대범천(大梵天)                     | (4) 대범천(大梵天)                      |
| ③ 정생희락지 (定生喜樂地)                           | 제2정려처(第二靜慮處)                  | 2선3천(二禪三天)                       | (5) 광천(光天)                          |
| ③ 정생희락지 (定生喜樂地)                           | (4) 소광천(少光天)                     | (4) 소광천(少光天)                     | (6) 소광천(少光天)                      |
| ③ 정생희락지 (定生喜樂地)                           | (5) 무량광천(無量光天)                 | (5) 무량광천(無量光天)                 | (7) 무량광천(無量光天)                  |
| ③ 정생희락지 (定生喜樂地)                           | (6) 극광정천(極光淨天)                 | (6) 광음천(光音天)                     | (8) 광음천(光音天)                      |
| ④ 이희묘락지 (離喜妙樂地)                           | 제3정려처(第三靜慮處)                  | 3선3천(三禪三天)                       | (9) 정천(淨天)                          |
| ④ 이희묘락지 (離喜妙樂地)                           | (7) 소정천(少淨天)                     | (7) 소정천(少淨天)                     | (10) 소정천(少淨天)                     |
| ④ 이희묘락지 (離喜妙樂地)                           | (8) 무량정천(無量淨天)                 | (8) 무량정천(無量淨天)                 | (11) 무량정천(無量淨天)                 |
| ④ 이희묘락지 (離喜妙樂地)                           | (9) 변정천(遍淨天)                     | (9) 변정천(遍淨天)                     | (12) 변정천(遍淨天)                     |
| ⑤ 사념청정지 (捨念淸淨地)                           | 제4정려처(第四靜慮處)                  | 4선9천(四禪九天)                       | (13) 엄식천(嚴飾天)                     |
| ⑤ 사념청정지 (捨念淸淨地)                           | (10) 무운천(無雲天)                    | (10) 무운천(無雲天)                    | (14) 소엄식천(小嚴飾天)                 |
| ⑤ 사념청정지 (捨念淸淨地)                           | (11) 복생천(福生天)                    | (11) 복생천(福生天)                    | (15) 무량엄식천(無量嚴飾天)             |
| ⑤ 사념청정지 (捨念淸淨地)                           | (12) 광과천(廣果天)                    | (12) 광과천(廣果天)                    | (16) 엄식과실천(嚴飾果實天)             |
| ⑤ 사념청정지 (捨念淸淨地)                           |                                        | (13) 무상천(無想天)                    | (17) 무상천(無想天)                     |
| ⑤ 사념청정지 (捨念淸淨地)                           | (13) 무번천(無煩天)                    | (14) 무번천(無煩天)                    | (18) 무조천(無造天)                     |
| ⑤ 사념청정지 (捨念淸淨地)                           | (14) 무열천(無熱天)                    | (15) 무열천(無熱天)                    | (19) 무열천(無熱天)                     |
| ⑤ 사념청정지 (捨念淸淨地)                           | (15) 선현천(善現天)                    | (16) 선견천(善見天)                    | (20) 선견천(善見天)                     |
| ⑤ 사념청정지 (捨念淸淨地)                           | (16) 선견천(善見天)                    | (17) 선현천(善現天)                    | (21) 대선견천(大善見天)                 |
| ⑤ 사념청정지 (捨念淸淨地)                           | (17) 색구경천(色究竟天)                | (18) 색구경천(色究竟天)                | (22) 아가니타천(阿迦尼吒天)             |
|                                                     | 무색계 4천(無色界四天) - 천취(天趣)    | 무색계 4천(無色界四天) - 천도(天道)    | 무색계(無色界) - 무색계 4종(無色界四種) |
| ⑥ 공무변처지 (空無邊處地)                           | (1) 공무변처(空無邊處)                 | (1) 공처천(空處天)                     | (1) 공지천(空智天)                      |
| ⑦ 식무변처지 (識無邊處地)                           | (2) 식무변처(識無邊處)                 | (2) 식처천(識處天)                     | (2) 식지천(識智天)                      |
| ⑧ 무소유처지 (無所有處地)                           | (3) 무소유처(無所有處)                 | (3) 무소유처천(無所有處天)             | (3) 무소유지천(無所有智天)              |
| ⑨ 비상비비상처지 (非想非非想處地) = 유정지(有頂地)  | (4) 비상비비상처(非想非非想處)         | (4) 비비상천(非非想天)                 | (4) 유상무상지천(有想無想智天)          |

## 같이 보기
- 3계9지(三界九地)
- 유정혹(有頂惑)
- 아라한과(阿羅漢果)
- 금강유정(金剛喻定, 金剛喩定)